# Abdulwahab Al Bannai
Abdulwahab Al Bannai est un ancien arbitre koweïtien de football.

## Carrière
Il a officié dans une compétition majeure : 
- JO 1980 (1 match)